# فلورنسا فولتون هوبسون
فلورنسا فولتون هوبسون (بالإنجليزية: Florence Fulton Hobson)‏ هي مهندسة معمارية أيرلندية، ولدت في 11 فبراير 1881 في Monasterevin ‏ في جمهورية أيرلندا، وتوفيت في 1 نوفمبر 1978 في Crawfordsburn ‏ في المملكة المتحدة.